# Panonija
Panonija (grčki Παννονία, Pannonίa, latinski Pannonia), antički je naziv za područje kojemu je na sjeveru i istoku, od Bečke šume do ušća Save u Dunav, bila granica desna obala Dunava; na jugu je granica bila nešto južnije od Save i Kupe, a na zapadu je Panonija graničila s Norikom. Panoniju su nastanjivali Panonci, pomiješani mjestimično s keltskim plemenima (Skordisci, Boji, Latobici i dr.). Rimljani su 35. prije Krista pod Oktavijanom počeli prodirati u Panoniju, koja je nakon Panonskoga rata od 12. do 9. prije Krista postala rimskom provincijom. Na početku 2. stoljeća upravno je bila podijeljena na Gornju Panoniju (Pannonia Superior) na zapadu i na Donju Panoniju (Pannonia Inferior) na istoku. 
Dioklecijan je, provodeći 297. novi administrativni ustroj države, podijelio cijelu Panoniju na četiri područja. Gornju Panoniju podijelio je na Savsku Panoniju (Pannonia Savia ili Pannonia Ripariensis ili Pannonia Interamnensis) sa sjedištem u Sisciji (Siscia, danas Sisak) i na Prvu Panoniju (Pannonia Prima ili Pannonia Superior) sa sjedištem u Savariji (Savaria, danas Szombathely). Donju Panoniju podijelio je na Drugu Panoniju (Pannonia Secunda ili Pannonia Inferior ili Pannonia Sirmiensis) sa središtem u Sirmiju (Sirmium, danas Srijemska Mitrovica) i na Panoniju Valeriju (Pannonia Valeria, po svojoj kćeri Valeriji) sa sjedištem u Sopijani (Sopianae, danas Pečuh). 
Pri diobi Rimskoga Carstva na zapadno i istočno, sve su četiri Panonije pripale zapadnom carstvu. Istaknutija središta u Panoniji bila su: Vindobona (Beč), Carnuntum (Deutsch-Altenburg), Arrabona (Győr), Brigetio (kraj Komároma), Aquincum (Óbuda), Mursa (Osijek), Cibalae (Vinkovci), Taurunum (Zemun), Cimbrianae (Székesfehérvár) i Scarbantia (Sopron). Panonija je nakon Rimljana došla pod vlast Istočnih Gota (453.), Langobarda (527.) i Avara (568.). Već u VI. stoljeću na području Panonije naselili su se i Slaveni. Kada je Karlo Veliki potkraj VIII. stoljeća uništio državu Avara, Slaveni su ostali u Panoniji. 
U onodobnim se vrelima navedeno područje označavalo nazivima Pannonia, Pannonia inferior, regnum inter Savum et Dravum ili pak kao zemlja kneza koji je u određenom trenutku njome vladao. Današnji historiografski pojam za to područje je Panonska Hrvatska. Krajem IX. stoljeća Mađari su prodrli preko Karpata u Podunavsku nizinu i potisnuli Slavene, zaposjedajući Panoniju Valeriju i Prvu Panoniju (Ugarska), osim njezina sjeverozapadnoga dijela, koji su držali Nijemci. Savska Panonija i Druga Panonija ostale su u posjedu Slavena. Otada se ime Panonija postupno gubi. Spomenuto međurječje nazvano je Slavonija (S(c)lavonia), »zemlja nastanjena Slavenima« (Sclavi, Sclavini, Sclavones). Migracijom ikavskih Hrvata s juga na sjever, u Slavoniju, kao i time uvjetovanim sjevernim proširenjem imena Hrvatska prema sjeveru te pomakom imena Slavonija na istočni dio međurječja Drave i Save.

## Rimski guverneri cjelokupne Panonije
- Gaius Calvisius Sabinus (c. 39.)
- Sextus Palpellius Hister (c. 50.)
- Lucius Tampius Flavianus (69.)
- Marcus Annius Afrinus (69. - 73.)
- Gaius Calpetanus Rantius Quirinalis Valerius Festus (73. - 77.)
- Titus Atilius Rufus (79. - 82.)
- Lucius Funisulanus Vettonianus (82. - 86.)
- Lucius Neratius Priscus (91. - 94.)
- Gnaeus Pinarius Aemilius Cicatricula Pompeius Longinus (96. - 99.)
- Lucius Julius Ursus Servianus (99. - 101.)
- Quintus Glitius Atilius Agricola (100. - 103.)
- Lucius Neratius Priscus (102. - 105.)
- ? Publius Metilius Nepos (105./106.)

## Unutarnje poveznice
- Hrvatska prije Hrvata#Panonija

## Vanjske poveznice
- Ferdo Šišić: Rimska uprava u Dalmaciji i Panoniji
- Marko Dizdar, Ivan Radman Livaja: Nalaz naoružanja iz Vrtne ulice u Vinkovcima kao prilog poznavanju rane romanizacije istočne Slavonije
- Hrvoje Gračanin: Rimske prometnice i komunikacije u kasnoantičkoj južnoj Panoniji
- Stanko Andrić: Južna Panonija u doba velike seobe
- Hrvoje Gračanin: Huni i južna Panonija
- Hrvoje Gračanin: Goti i južna Panonija
- Hrvoje Gračanin: Gepidi, Heruli, Langobardi i južna Panonija
- Hrvoje Gračanin: Avari, južna Panonija i pad Sirmija
- Hrvoje Gračanin: Slaveni u ranosrednjovjekovnoj južnoj Panoniji
- Krešimir Filipec: Problem kronologije grobalja 9. i 10. stoljeća u sjevernoj Hrvatskoj
- Hrvoje Gračanin: Južna Panonija u kasnoj antici i ranom srednjovjekovlju